# Sognefjorden
Sognefjorden hay Sognefjord là vịnh hẹp lớn nhất, dài thứ hai trên thế giới, một trong số những vịnh hẹp nổi tiếng nhất tại Na Uy. Nó nằm ở Sogn og Fjordane, một tỉnh nằm ở Tây Na Uy. Sognefjorden có tổng chiều dài là 205 km (127 dặm), chạy dài từ ngoài biển vào sâu đất liền tới ngôi làng Skjolden trong khu đô thị Luster. Tên của nó xuất phát từ huyện Sogn, phần phía nam của Sogn og Fjordane.

## Địa lý
Vịnh hẹp này chạy xuyên suốt chiều dài đô thị Luster. Độ sâu tối đa của nó đạt 1.308 mét (4.291 ft) so với mực nước biển. Gần đến cửa biển, địa chất của nó tăng đột ngột đạt ngưỡng khoảng 100 mét (330 ft) so với mực nước biển. Chiều rộng trung bình các nhánh chính của vịnh hẹp Sognefjord là khoảng 4,5 km (2,8 mi). Vách đá xung quanh khiến vịnh hẹp gần như là dựng đứng, với độ cao từ 1.000 mét (3.300 ft) trở lên.
Tận cùng của vịnh hẹp về phía đất liền, về phía đông nam là một dãy núi có độ cao tăng lên đến khoảng 2.000 mét (6.600 ft) so với mực nước biển, chi phối bởi Jostedalsbreen, là sông băng lớn nhất lục địa châu Âu. Do đó, khí hậu ở phần đầu của Sognefjorden và các nhánh có khô hơn so với phần ngoài bờ biển. Cửa biển của vịnh hẹp được bao quanh bởi nhiều đảo bao gồm Sula, Losna, và Hiserøyna. Sognefjorden có rất nhiều các nhánh vịnh hẹp nhỏ, và một trong số đó là Nærøyfjord, một di sản thế giới được UNESCO công nhận.
Lustrafjorden là nhánh tận cùng về phía đất liền của Sognefjorden, nằm trong khu đô thị Luster. Và phía cuối của nó là ngôi làng Skjolden, một điểm để truy cập tới Vườn quốc gia Jotunheimen. Khoảng thời gian trước đó, giao thông giữa Bergen và nội địa Scandinavian là bằng thuyền,từ Bergen tới Skjolden và ngược lại và từ đó có một con đường dẫn lên cao nguyên.

## Du lịch

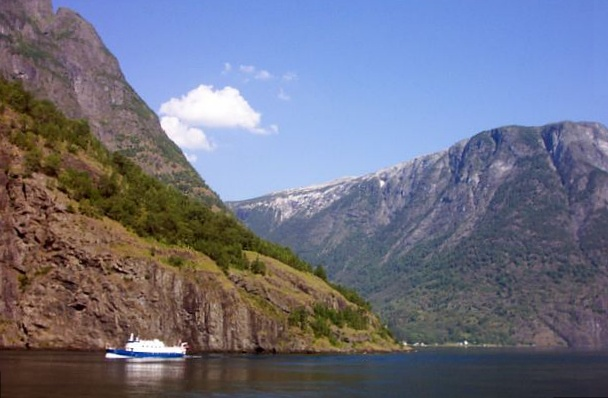
Nærøyfjord.

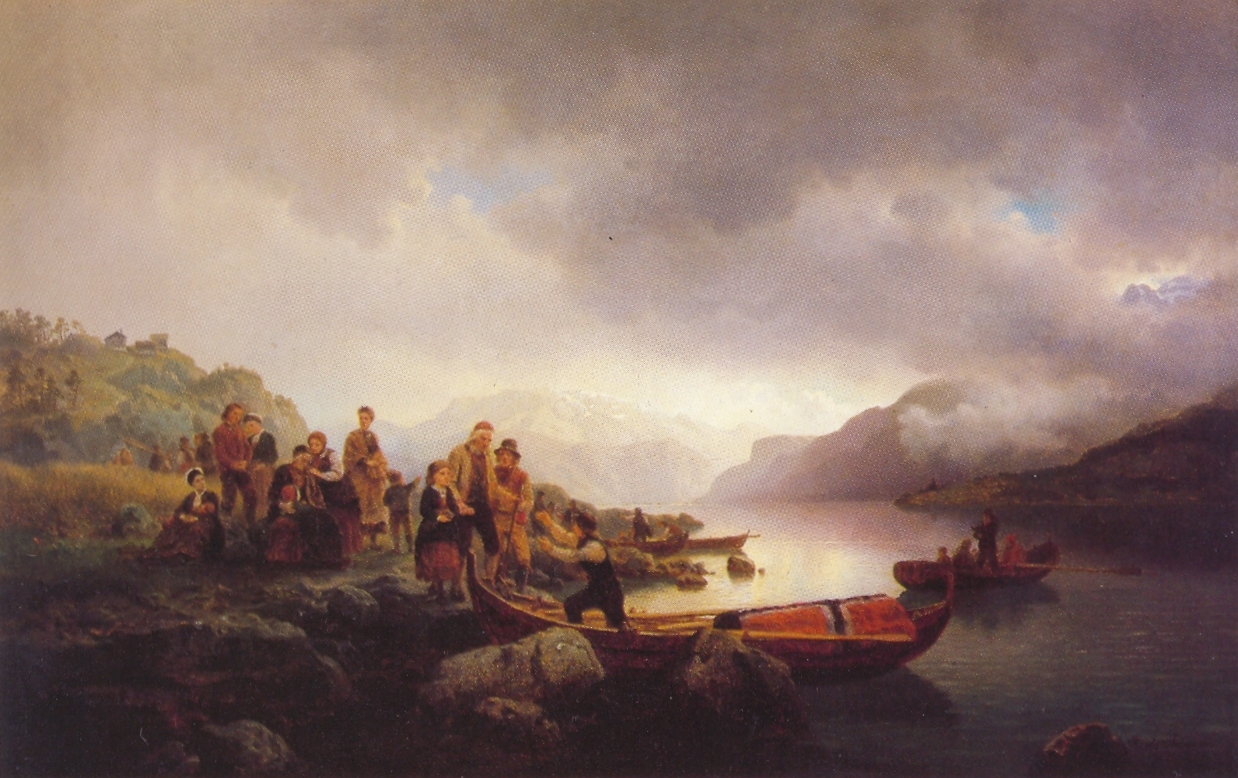
Bức tranh về Sognefjord được vẽ bởi Hans Gude và Adolph Tidemand năm 1853.

Tàu thuyền là phương tiện chính nối liền các khu định cư và các khu vực dọc theo vịnh hẹp. Các khu định cư có dân số đáng kể dọc theo vịnh và các nhánh của nó như Leirvik, Ytre Oppedal, Solvorn. Gudvangen nằm bên vịnh hẹp Nærøyfjord, một nhánh của Sognefjorden là một điểm đến đặc biệt nhờ cảnh quan hoang sơ và vô cùng ngoạn mục, chỉ rộng 300 mét tại điểm hẹp nhất của nó. Nærøyfjord đã được UNESCO công nhận là Di sản thế giới. Từ làng Flåm, tuyến đường sắt Flåm đi lên độ cao 864 mét (2.835 ft) tại Ga Myrdal cách đó 20 km (12 dặm) là một trong những tuyến đường sắt cao nhất thế giới.
Phía trong của vịnh hẹp là ba Nhà thờ cột và ván gỗ nổi tiếng của Na Uy là Kaupanger, Urnes (dọc theo bờ vịnh hẹp) và Borgund (cách thung lũng Lærdal khoảng 30 km)
Hệ thống dây điện Sognefjord Span đi qua vịnh hẹp với khoảng 4.597 mét (15.082 ft) là nhịp dây điện dài thứ hai trên thế giới. Vịnh hẹp Sognefjorden là một điểm thu hút khách du lịch, nhất là vào mùa hè. Nguồn thu từ du lịch đóng vai trò quan trọng trong nền kinh tế địa phương.